# Ahrenviölfeld
Ahrenviölfeld (dänisch: Arenfjoldemark, nordfriesisch: Årnfjålfäil) ist eine Gemeinde im Kreis Nordfriesland in Schleswig-Holstein.

## Geografie

### Geographische Lage und Gemeindegliederung
Ahrenviölfeld befindet sich im Osten der zum Landschaftsraum Schleswigsche Geest zählenden naturräumlichen Haupteinheit Bredstedt-Husumer Geest zwischen Husum und Schleswig. die Gemeindegrenze im Nordwesten verläuft entlang des oberen Flusslaufs der Arlau.
Neben dem Dorf gleichen Namens befindet sich als weiterer Wohnplatz auch die Einzelhofsiedlung Nordergeilwang im Gemeindegebiet.

### Nachbargemeinden
Nachbargemeinden von Ahrenviölfeld sind:
| Behrendorf | Bondelum                                    |       |
| Ahrenviöl  | Kompassrose, die auf Nachbargemeinden zeigt | Treia |
|            | Oster-Ohrstedt                              |       |

### Geologie

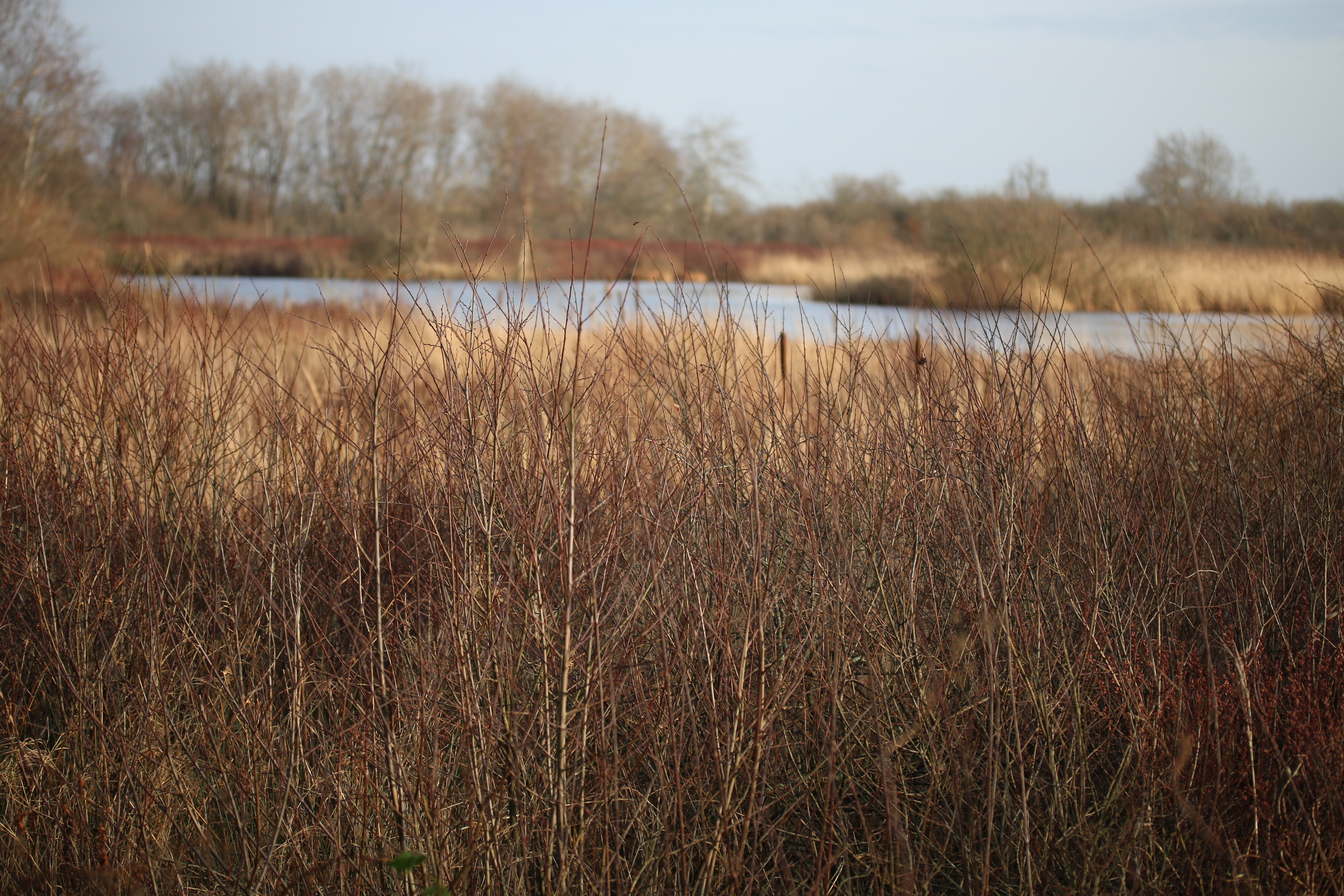
Ahrenviölfelder Westermoor

Das Gemeindegebiet befindet sich im Bereich einer Grundmoränenlandschaft, die sich während der Saale-Eiszeit ausgebildet hat. Die Flussläufe der Arlau und der Treene bilden die Hauptentwässerungslinien.
Im Gemeindegebiet befindet sich das Naturschutzgebiet Ahrenviölfelder Westermoor.

## Geschichte
Die Besiedelung des Ortes erfolgte ab 1847.
Im Jahr 1893 erhielt der Ort einen eigenen Bahnhof an der Bahnstrecke Jübek–Husum, der nach dem Zweiten Weltkrieg wieder geschlossen wurde. Wegen des Bahnhofs wurde Ahrenviölfeld im Volksmund auch „Ahrenviöl-Bahnhof“ genannt, was damals auch überwiegend die Anschrift auf Postsendungen war.
Der Ort gehörte ursprünglich zur Dorfschaft Ahrenviöl der Kirchspielslandgemeinde Schwesing und damit zum gleichnamigen Amtsbezirk im Kreis Husum. Am 1. April 1934 wurde die Kirchspielslandgemeinde Schwesing aufgelöst. Alle ihre Dorfschaften, Dorfgemeinden und Bauerschaften wurden zu selbständigen Gemeinden, so auch Ahrenviöl. Am 1. Dezember 1934 wurde Ahrenviölfeld als neue Gemeinde aus der Gemeinde Ahrenviöl herausgelöst.
1948 wurde der Amtsbezirk Schwesing aufgelöst und die Gemeinden bildeten die Kirchspielslandgemeinde Wester-Ohrstedt, die noch im selben Jahr die Bezeichnung in Amt Wester-Ohrstedt änderte. Mit Bildung des Kreises Nordfriesland wurde das Amt 1970 aufgelöst und Ahrenviölfeld kam zum Amt Obere Arlau, dass 1978 seinen Namen in Amt Viöl änderte.

## Politik

### Gemeindevertretung
Die im Zuge der Kommunalwahlen in Schleswig-Holstein 2023 am 14. Mai 2023 gewählte Gemeindevertretung besteht zum wiederholten Mal ausschließlich aus Kandidaten der Wählergemeinschaft Ahrenviölfeld (WG Avf). Die Wahlbeteiligung lag bei 62,8 Prozent.

### Bürgermeister
Für die Wahlperiode 2013–2018 wurde Stefan Petersen zum neuen Bürgermeister gewählt. Er löste damit Christian Petersen ab.

## Wirtschaft und Infrastruktur
Das Gemeindegebiet ist landwirtschaftlich geprägt.
Im motorisierten Individualverkehr führen die Kreisstraßen 69 und 79 ins Gemeindegebiet. Die K 79 ist eine in nördlicher Parallellage verlaufende Verbindung von und zur Bundesstraße 201 in Treia und in Wester-Ohrstedt (beim Schulzentrum). Im Nachbarkreis Schleswig-Flensburg (auf dem Gebiet der Gemeinde Treia) ist sie als K 11 gewidmet. Westlich von der Dorflage zweigt in nördlicher Richtung die K 69 in Richtung Bondelum und darüber hinaus weiter zur schleswig-holsteinischen Landesstraße 29 in Kleinjörl (über Süderhackstedt) ab.
Durch das Gemeindegebiet führt die Bahnstrecke Jübek–Husum (ohne Halt in der Gemeinde). Eine Wiedereröffnung des im Schienenpersonennahverkehr bis ins Jahr 1984 bedienten ehemaligen Haltepunkts wurde zuletzt ab dem Jahr 2018 von Seite der Gemeinde erwogen und geplant, aber im Jahr 2019 von Seiten der Landespolitik verworfen.